# 五百城仲嗣
五百城 仲嗣（いおき なかつぐ、1930年（昭和5年）11月17日 - ）は、日本の実業家。五百城ニュートリイ元代表取締役社長。イオキ商事元取締役。兵庫県穀類工業協同組合元理事長。全国穀類工業協同組合元副理事長。通産大臣賞受賞、藍綬褒章受章。

## 人物
兵庫県出身。1950年（昭和25年）道徳科学専攻塾高等部（現：麗澤高等学校）を卒業後、1951年（昭和26年）太陽商事に入社。翌年イオキ栄養工業に転じ、1959年（昭和34年）社長に就任。
1966年（昭和41年）通産大臣賞受賞、1993年（平成5年）藍綬褒章受章。
趣味はスポーツ・読書。

## 家族
- 妻・陽子
- 長男・一博（五百城ニュートリイ代表取締役社長）[4]